# Distretto di El Tambo
Il distretto di El Tambo  è uno dei ventotto distretti della provincia di Huancayo, in Perù. Si trova nella regione di Junín e si estende su una superficie di  73,56 chilometri quadrati.